# Bastidor de 19 polegadas

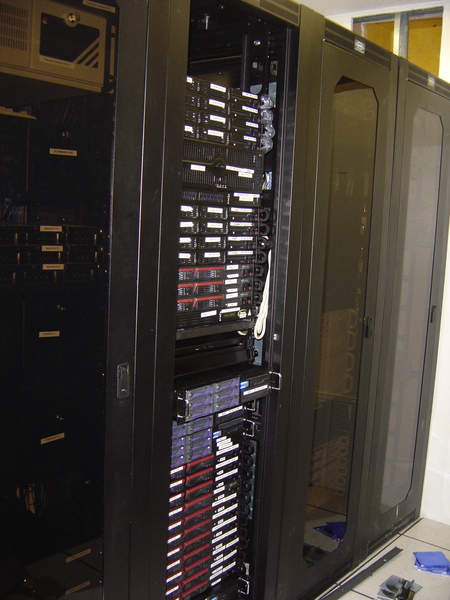
Racks de 600 mm de largura e 42 U de comprimento num CPD.

Um bastidor de 19 polegadas (abreviado bastidor 19") ou rack de 19 polegadas, é um suporte metálico que aloja equipamento electrónico, de informática e comunicações, em uso, onde a medida da largura é padronizada para que sejam compatíveis com equipamento de diferentes fabricantes, representado pela medida Rack Unit, que e está estipulada em 19 polegadas. Também é conhecido como "cabine", "gabinete" ou "armário".
Os racks para montagem de computador servidor têm uma largura padrão de 600 milímetros (mm) e um fundo de 600, 800, 900, 1000 e até 1200 mm, A largura de 600 mm para racks de servidores coincide com o tamanho padrão das lajes nos centros de processamento de dados. Assim, é muito simples fazer distribuições de espaços em centros de dados (CPD). Para a cablagem de dados são também utilizados racks de 800 mm de largura, quando for necessário dispor de espaço lateral suficiente para a guia de cabos.

## Aplicações

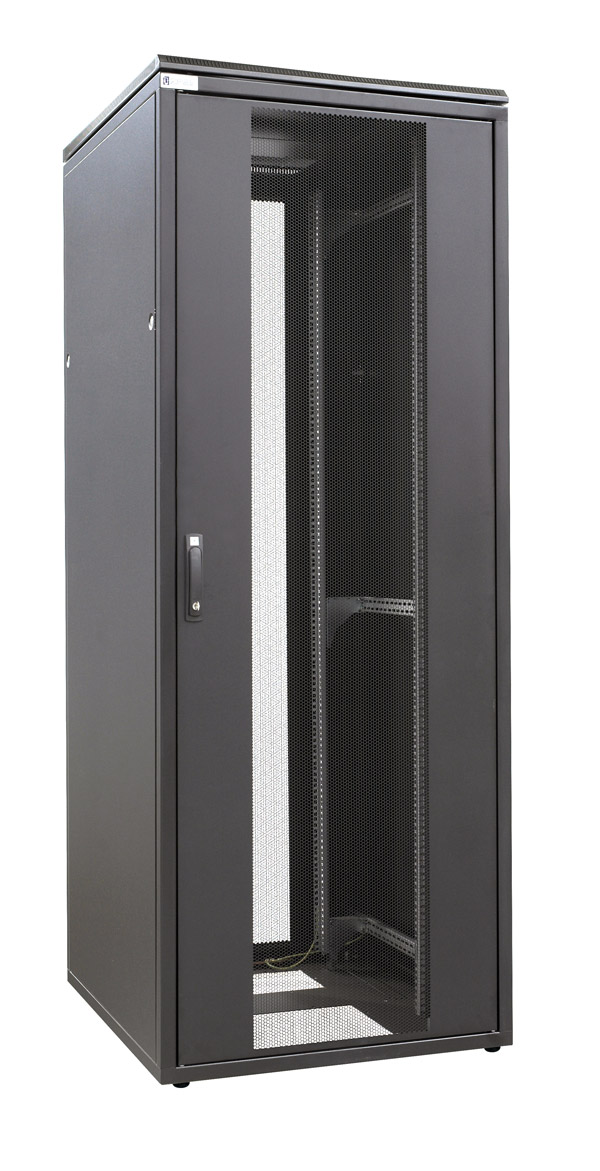
Rack de 19", de umas 42 U de comprimento, e 600x600 mm. A porta frontal tem uma secção central de material transparente, como metacrilato ou vidro.

Os racks são úteis em centro de processamento de dados (abreviado CPD), onde precisa-se alojar um grande número de dispositivos em um espaço limitado. Estes dispositivos costumam ser:
- Servidores: cuja carcaça foi desenhada para adaptar-se à estrutura. Alturas habituais de servidores são 1, 2, 3 ou 4 unidades rack; e chassis para servidores blade que permitem compactar mais compartilhando fontes de alimentação e cablagem, incorporando, por exemplo, 16 servidores em 10 U.
- Switches e routers de comunicações.
- Patch panels, que centralizam toda a cablagem da planta.
- Firewalls.

O equipamento simplesmente desliza-se sobre uma guia horizontal e fixa-se com parafusos. Também existem bandejas que permitem apoiar equipamento não padronizado, por exemplo, um router de mesa.

## Padrões
As especificações de um rack padrão encontram-se baixo as normas equivalentes DIN 41494 parte 1 e 7, UNE-20539 parte 1 e parte 2 e IEC 297 parte 1 e 2, EIA 310-D e têm que cumprir o regulamento meio ambiental RoHS.
Os racks dividem-se em regiões de 1¾ polegadas de altura (44,45 milímetros). Em cada região há três buracos que seguem uma ordem simétrica. Esta região é a que se denomina altura ou U. O espaço vertical mede 15,875 mm de altura a cada uma, para formar um total de 31,75 mm (1¼ polegadas). Estão separadas por 450,85 mm (17¾ polegadas) e fazem um total de 482,6 mm (exactamente 19 polegadas). Cada coluna tem buracos a intervalos regulares chamados unidade rack (U) agrupados de três em três. Verticalmente, a altura dos racks está padronizada e suas dimensões externas são de 200 mm em 200 mm. O normal é que existam desde 4 U de altura até 46/47 U de altura.
Isto é que, um rack de 41 U ou 42 U, por exemplo, nunca pode superar os 2000 mm de altura externa. Com isto consegue-se que em uma sala os racks tenham dimensões praticamente similares ainda sendo de diferentes fabricantes.
As alturas disponíveis normalmente, segundo o regulamento, seriam 800, 1000, 1200, 1400, 1600, 1800, 2000 e 2200 mm.
A profundidade da estrutura não está padronizada, já que assim se outorga certa flexibilidade ao equipamento. Contudo, costuma ser de 600, 800, 900, 1000 e inclusive 1200 mm.
Existem também racks de parede que cumprem o formato 19 polegadas e conta com fundos totais de 300, 400, 450, 500, 550 e 600 mm, sendo muito úteis para pequenas instalações.

## Manutenção do CPD
Num centro de processamento de dados, existem vários trabalhos para as diferentes áreas e funções executadas nele. A classificação apresentada abaixo não pode ser rigorosa devido às muitas nuances que ocorrem na equipa de TI, dependendo do tipo de empresa, do tamanho do centro de processamento de dados e do tipo e volume de aplicativos feitos.
Os postos típicos num centro de processamento de dados são os seguintes:
- Diretor de Tecnologia da Informação: é o responsável pela seleção, eleição, estrutura e direção do pessoal e equipamentos do centro de processamento de dados.

- Chefe de área e desenvolvimento: é responsável pela criação e desenvolvimento de novos sistemas e aplicações, e pela coordenação e distribuição do pessoal responsável entre os diferentes projetos.

- Gerente de projetos: a sua missão é gerir um projeto de computador baseado nas especificações e necessidades dos usuários.

- Administrador de bancos de dados: é responsável por facilitar o uso do seu computador pessoal e assessorá-lo a chefes de áreas, gerentes de projeto e analistas.

- Administrador do sistema: a sua missão é controlar, num determinado sistema operacional no centro de processamento de dados, as permissões, prioridades e privilégios da equipe.

- Técnicos de sistemas: a sua tarefa fundamental é o conhecimento profundo do equipamento e do sistema operacional, responsável pela imposição de restrições de segurança aos funcionários e usuários de computadores.

- Analistas: devem preparar a análise dos aplicativos e ajudar os programadores na preparação do mesmo.

- Programadores: recebem a análise das aplicações dos analistas e, a partir disto, projetam o diagrama ou pseudocódigo, codificando-o no idioma escolhido, para além de se encarregarem de fazer a documentação dirigida ao usuário.

- Operadores: são responsáveis pela operação e operação direta do sistema, execução dos processos, preparação de suportes, material periférico é necessário.